# Trichoprosopon obscurum
Trichoprosopon obscurum är en tvåvingeart som beskrevs av Lane och Nelson Leander Cerqueira 1942. Trichoprosopon obscurum ingår i släktet Trichoprosopon och familjen stickmyggor. Inga underarter finns listade i Catalogue of Life.